# Francesco Bagnaia
Francesco Bagnaia (Turín, Italia, 14 de enero de 1997), más conocido como Pecco Bagnaia, es un piloto de motociclismo italiano que compite en MotoGP con el equipo Ducati Lenovo Team. Es tres veces campeón del Campeonato Mundial de Motociclismo, de la categoría de Moto2 en 2018 y de MotoGP en 2022 y 2023, donde resultó subcampeón en 2021 y 2024.
Es el piloto Ducati con más victorias en la historia de la «categoría reina», superando a Casey Stoner (23) en el Gran Premio de Alemania de 2024.

## Biografía

### Moto3

#### 2013
En 2013, Bagnaia hizo su debut con el equipo Team Italia FMI con Romano Fenati como su compañero ambos a los mandos de una FTR Honda. La temporada 2013 de Moto3 fue decepcionante para Bagnaia ya que no logró conseguir ni un solo punto en toda la temporada.

#### 2014
En 2014, Bagnaia cambió de equipo para unirse al Sky Racing Team by VR46 montando una KTM y repitiendo como pareja a Romano Fenati. Terminó la temporada 16.º con 50 puntos en el campeonato de pilotos.

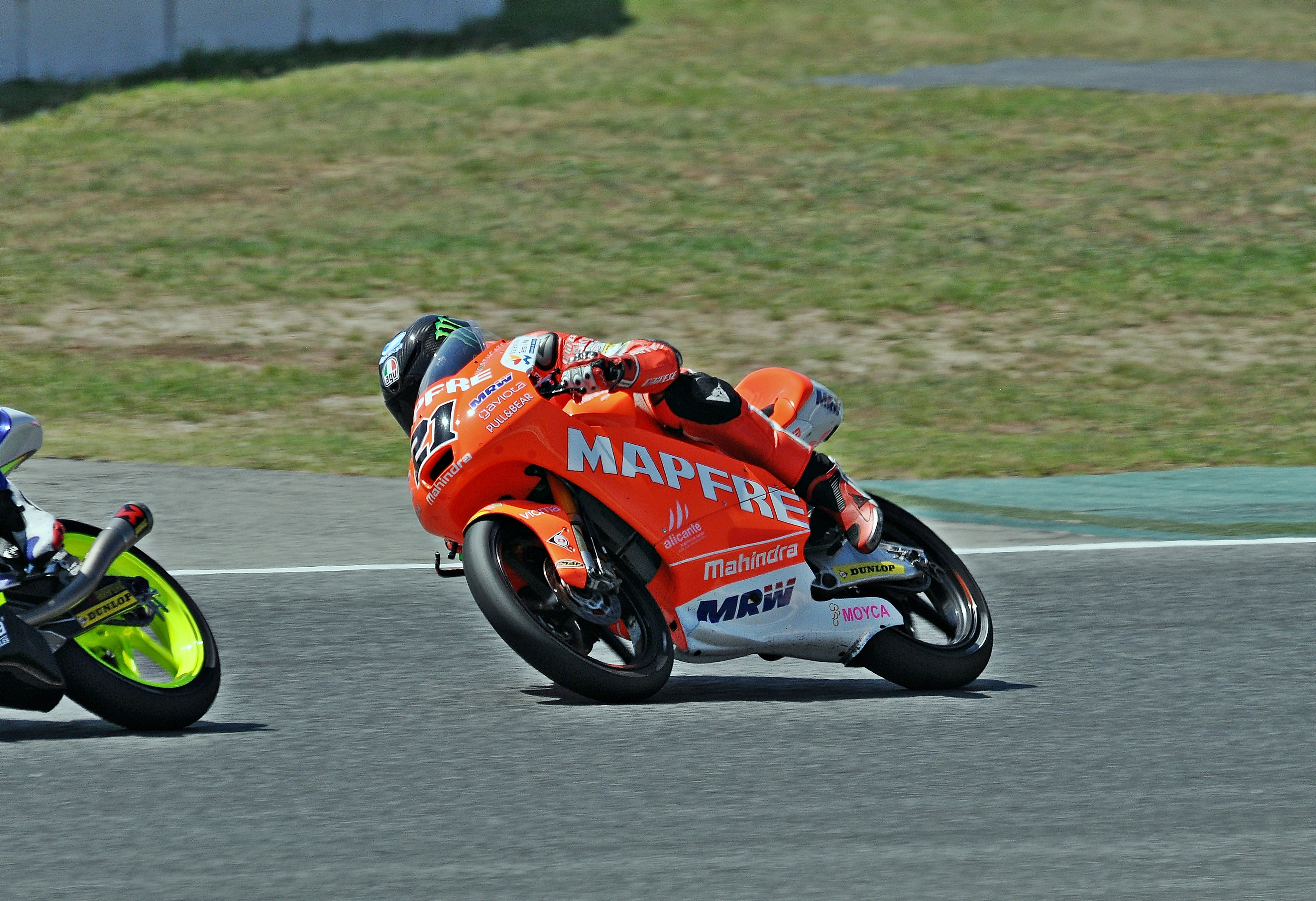
Bagnaia durante el Gran Premio de Cataluña 2015

#### 2015
En el 2015, Bagnaia cambió nuevamente de equipo, fichó por el MAPFRE Team MAHINDRA Moto3 donde compartió equipo con los españoles Juanfran Guevara y Jorge Martín. Consiguió el primer podio de su carrera al terminar tercero en el Gran Premio de Francia. En la siguiente carrera en Italia, Bagnaia terminó cuarto, perdiendo el podio por solo 0.003 segundos frente a Romano Fenati. Terminó su primera temporada en el equipo en la decimocuarta posición con 76 puntos.

#### 2016
En 2016, Bagnaia comenzó la temporada con un podio en Catar y otro podio en España, terminando tercero en ambas ocasiones. En su carrera de casa en Italia, Bagnaia consiguió otra tercera posición al superar a Niccolò Antonelli por solo 0.006 segundos. Bagnaia consiguió su primera victoria en los Países Bajos al ganar en el histórico trazado de Assen en su quincuagésima novena carrera de Moto3, siendo esta además la primera victoria de Mahindra en el Campeonato Mundial de Motociclismo. Bagnaia consiguió su primera pole position sobre mojado en el Gran Premio de Gran Bretaña y en una gran carrera, terminó segundo detrás de Brad Binder. Bagnaia consiguió su segunda victoria de la temporada en Malasia, en una carrera de supervivencia, ganó la carrera cómodamente al abrir una gran brecha después de que Brad Binder, Joan Mir y Lorenzo Dalla Porta se cayeran en la misma curva durante el comienzo de la carrera, una carrera en la cual terminaron 17 pilotos de los 31 que comenzaron la carrera.

### Moto2

#### 2017
Después de cuatro temporadas en Moto3, Bagnaia ascendió a Moto2, compitiendo para el SKY Racing Team VR46, equipo con el que corrió en 2014, su compañero de equipo fue su compatriota Stefano Manzi. En apenas su cuarta carrera en la categoría, Bagnaia logró su primer podio al terminar en la segunda posición en Jerez. También terminó segundo en la siguiente carrera en Le Mans después de haberse clasificado en la segunda posición, perdiendo la pole frente a Thomas Lüthi por solo 0.026 segundos. Bagnaia consiguió un tercer podio en Sachsenring, terminando en tercer lugar detrás de Franco Morbidelli, quien ganó la carrera, y de Miguel Oliveira, que quedó en segundo lugar. En Misano, Bagnaia terminó la carrera en la cuarta posición detrás de Dominique Aegerter, Thomas Lüthi y Hafizh Syahrin; sin embargo, Aegerter fue posteriormente descalificado y así consiguió su cuarto podio de la temporada. Terminó su temporada de novato en el quinto lugar en del campeonato con 174 puntos, consiguiendo el premio de novato del año en Moto2.

#### 2018
Bagnaia comenzó la temporada con una victoria en Catar, habiendo liderado la carrera de principio a fin. Bagnaia obtuvo su segunda victoria de la temporada en Austin después de una dura pelea contra Álex Márquez batiendolo por una diferencia de 2.4 segundos, donde además marco la vuelta más rápida de la carrera. En Jerez, Bagnaia terminó tercero detrás de Lorenzo Baldassarri y Miguel Oliveira, terminando en la misma posición en la que largo. Bagnaia obtuvo su primera pole en Moto2 en Le Mans, en donde además ganó liderando de principio a fin como en Catar. Bagnaia consiguió su cuarta victoria en Assen, comenzó la carrera desde la pole y lideró toda la carrera. Después de clasificarse tercero en la parrilla en Sachsenring, Bagnaia terminó la carrera en el decimosegundo lugar, habiendo sido forzado a salir de la pista luego de que Mattia Pasini se cayera delante de él en la segunda vuelta, a pesar de caer hasta la vigésima sexta posición remonto catorce posiciones, incluyendo un adelantamiento a Álex Márquez en la última curva de la última vuelta. En Brno, Bagnaia terminó tercero y perdió el liderato del campeonato ante Oliveira. Recupero el liderato del campeonato en Austria, logrando su quinta victoria de la temporada tras un gran duelo frente a Oliveira, en donde lo adelanto en la última curva de la última vuelta. Bagnaia consiguió su sexta victoria de la temporada en Misano en donde largo desde la pole. En Aragón logró su noveno podio de la temporada. En Buriram consiguió su séptima victoria de la temporada saliendo desde la sexta posición con su compañero de equipo Luca Marini terminando en el segundo lugar. Logró su octava victoria de la temporada en Motegi después de que Fabio Quartararo fuera descalificado debido a la baja presión en sus neumáticos. Terminó tercero en Sepang, con este resultado se consagró Campeón Mundial de Moto2, su compañero de equipo Luca Marini se llevó su primera victoria en el Campeonato Mundial de Moto2, siendo su quinto podio de la temporada.
Bagnaia corrió todas las carreras de Moto2 en las que participó, 36 en total. Obtuvo puntos en 34 de ellas y tuvo una racha de 30 carreras anotando puntos, racha que comenzó en Cataluña 2017 y terminó en Valencia 2018.

### MotoGP

#### 2019
Después de dos temporadas en el Campeonato del Mundo de Moto2, Bagnaia ascendió a MotoGP con el Alma Pramac Racing. Reemplazó en el equipo a su compatriota Danilo Petrucci, quien fue fichado por el Mission Winnow Ducati.
En su primera carrera en la categoría en Catar, se retiró de la carrera debido a rotura de la ala delantera de su Ducati, Bagnaia consiguió sus primeros dos puntos en el Campeonato Mundial de MotoGP al terminar en el decimocuarto puesto en Argentina, después de haber comenzado la carrera desde el decimoséptima posición en la parrilla. Bagnaia terminó noveno en Austin en donde ganó posiciones después de que tanto Marc Márquez como Cal Crutchlow se cayeran en accidentes separados y tanto Maverick Viñales como Joan Mir se saltaran la salida y posteriormente fueran penalizados con un pase y siga por boxes. Bagnaia abandono por caídas los grandes premios de España, Francia, Italia y Cataluña. En Austria, Bagnaia tuvo su mejor fin de semana de carrera desde su tiempo en Moto2, logró avanzar a la Q2 junto a Cal Crutchlow, donde posteriormente se clasificó quinto en la parrilla. En carrera terminó en la séptima posición siendo su mejor resultado en carrera hasta la fecha. En Australia, Bagnaia logró su mejor resultado en la temporada, terminó la carrera en el cuarto lugar, luchó por el podio y perdió frente a su compañero de equipo Jack Miller por solo 0.055 segundos. Bagnaia no disputó el Gran Premio de la Comunidad Valenciana al sufrir una extraña caída en los libres 3 por la cual fue declarado no apto para disputar la carrera.

#### 2020
En la temporada 2020 Francesco Bagnaia consiguió su primer podio.

#### 2021
En la temporada 2021 terminó como subcampeón al acumular un total de 4 victorias, 9 podios y 252 puntos.

#### 2022
En la temporada 2022 termina como campeón del mundo al acumular un total de 7 victorias, 10 podios y 265 puntos, quedando por delante del anterior campeón Fabio Quartararo, al que Bagnaia recuperó un déficit de 91 puntos, consiguiendo la mayor remontada de puntos en la historia del campeonato.[cita requerida] Quartararo le mantuvo el pulso por el primer puesto hasta la última carrera en el Circuito Ricardo Tormo, Cheste, Valencia (España). Alzándose el italiano con el codiciado premio de la categoría reina, tras 13 años de sequía italiana, desde el último campeonato de Valentino Rossi. En esta ocasión están de doble enhorabuena, ya que desde después de 50 años, cuando Giacomo Agostini ganó con la MV Agusta, un italiano gana el campeonato con una moto italiana, esta vez con una Ducati Desmosedici GP22.

## Resultados

### Campeonato del Mundo de Motociclismo
Sistema de puntuación de 1993 hasta 2022:
| Posición | 1.º | 2.º | 3.º | 4.º | 5.º | 6.º | 7.º | 8.º | 9.º | 10.º | 11.º | 12.º | 13.º | 14.º | 15.º |
| Puntos   | 25  | 20  | 16  | 13  | 11  | 10  | 9   | 8   | 7   | 6    | 5    | 4    | 3    | 2    | 1    |

Sistema de puntuación desde 2023 en adelante:
| Posición       | 1.º | 2.º | 3.º | 4.º | 5.º | 6.º | 7.º | 8.º | 9.º | 10.º | 11.º | 12.º | 13.º | 14.º | 15.º |
| Puntos         | 25  | 20  | 16  | 13  | 11  | 10  | 9   | 8   | 7   | 6    | 5    | 4    | 3    | 2    | 1    |
| Carrera sprint | 12  | 9   | 7   | 6   | 5   | 4   | 3   | 2   | 1   |      |      |      |      |      |      |

#### Por categoría
| Cat.   | Temporada     | 1.er Gran Premio | 1.er Podio      | 1.ª Victoria      | Carreras | Victorias | Podios | Poles | V.Ráp. | Pts  | CM |
| ------ | ------------- | ---------------- | --------------- | ----------------- | -------- | --------- | ------ | ----- | ------ | ---- | -- |
| Moto3  | 2013–2016     | Catar 2013       | Francia 2015    | Países Bajos 2016 | 69       | 2         | 7      | 1     | 2      | 271  | -  |
| Moto2  | 2017–2018     | Catar 2017       | España 2017     | Catar 2018        | 36       | 8         | 16     | 6     | 3      | 480  | 1  |
| MotoGP | 2019-presente | Catar 2019       | San Marino 2020 | Aragón 2021       | 103      | 30        | 54     | 24    | 18     | 1979 | 2  |
| Total  | 2013–Presente | 2013–Presente    | 2013–Presente   | 2013–Presente     | 208      | 40        | 77     | 31    | 23     | 2730 | 3  |

#### Por temporada
| Temp. | Cat.   | Moto      | Equipo                     | N.º   | Carreras | Victorias | Podios | Poles | V.Ráp. | Pts. | Pos. |
| ----- | ------ | --------- | -------------------------- | ----- | -------- | --------- | ------ | ----- | ------ | ---- | ---- |
| 2013  | Moto3  | FTR Honda | San Carlo Team Italia      | 4     | 17       | 0         | 0      | 0     | 0      | 0    | NC   |
| 2014  | Moto3  | KTM       | SKY Racing Team VR46       | 21    | 16       | 0         | 0      | 0     | 1      | 50   | 16.º |
| 2015  | Moto3  | Mahindra  | MAPFRE Team MAHINDRA Moto3 | 21    | 18       | 0         | 1      | 0     | 1      | 76   | 14.º |
| 2016  | Moto3  | Mahindra  | ASPAR Mahindra Team Moto3  | 21    | 18       | 2         | 6      | 1     | 0      | 145  | 4.º  |
| 2017  | Moto2  | Kalex     | SKY Racing Team VR46       | 42    | 18       | 0         | 4      | 0     | 0      | 174  | 5.º  |
| 2018  | Moto2  | Kalex     | SKY Racing Team VR46       | 42    | 18       | 8         | 12     | 6     | 3      | 306  | 1.º  |
| 2019  | MotoGP | Ducati    | Alma Pramac Racing         | 63    | 18       | 0         | 0      | 0     | 0      | 54   | 15.º |
| 2020  | MotoGP | Ducati    | Pramac Racing              | 63    | 11       | 0         | 1      | 0     | 2      | 47   | 16.º |
| 2021  | MotoGP | Ducati    | Ducati Lenovo Team         | 63    | 18       | 4         | 9      | 6     | 4      | 252  | 2.º  |
| 2022  | MotoGP | Ducati    | Ducati Lenovo Team         | 63    | 20       | 7         | 10     | 5     | 3      | 265  | 1.º  |
| 2023  | MotoGP | Ducati    | Ducati Lenovo Team         | 1     | 20       | 7         | 15     | 7     | 4      | 467  | 1.º  |
| 2024  | MotoGP | Ducati    | Ducati Lenovo Team         | 1     | 20       | 11        | 15     | 6     | 6      | 498  | 2.º  |
| 2025  | MotoGP | Ducati    | Ducati Lenovo Team         | 63    | 12       | 1         | 7      | 1     | 1      | *    | *    |
| Total | Total  | Total     | Total                      | Total | 224      | 40        | 80     | 32    | 25     | 2730 | '    |

- * Temporada en curso.

#### Carreras por año
| Año  | Cat.   | Moto      | 1       | 2        | 3        | 4        | 5        | 6         | 7        | 8       | 9       | 10       | 11       | 12       | 13       | 14      | 15      | 16      | 17      | 18      | 19       | 20     | 21  | 22  | Pos. | Pts. |
| ---- | ------ | --------- | ------- | -------- | -------- | -------- | -------- | --------- | -------- | ------- | ------- | -------- | -------- | -------- | -------- | ------- | ------- | ------- | ------- | ------- | -------- | ------ | --- | --- | ---- | ---- |
| 2013 | Moto3  | FTR Honda | QAT 23  | AME 22   | SPA 26   | FRA 20   | ITA 24   | CAT 17    | NED 26   | GER 30  | IND Ret | CZE 28   | GBR Ret  | RSM Ret  | ARA 17   | MAL 16  | AUS Ret | JPN 20  | VAL Ret |         |          |        |     |     | NC   | 0    |
| 2014 | Moto3  | KTM       | QAT 10  | AME 7    | ARG Ret  | SPA 8    | FRA 4    | ITA Ret   | CAT 10   | NED DNS | GER DNS | IND Ret  | CZE 17   | GBR 21   | RSM Ret  | ARA 24  | JPN 13  | AUS 11  | MAL Ret | VAL 16  |          |        |     |     | 16.º | 50   |
| 2015 | Moto3  | Mahindra  | QAT 9   | AME Ret  | ARG 11   | SPA 7    | FRA 3    | ITA 4     | CAT 20   | NED 11  | GER Ret | IND Ret  | CZE 12   | GBR Ret  | RSM 8    | ARA 11  | JPN 15  | AUS Ret | MAL 17  | VAL 13  |          |        |     |     | 14.º | 76   |
| 2016 | Moto3  | Mahindra  | QAT 3   | ARG 23   | AME 14   | SPA 3    | FRA 12   | ITA 3     | CAT Ret  | NED 1   | GER 10  | AUT 11   | CZE Ret  | GBR 2    | RSM 21   | ARA 16  | JPN 6   | AUS Ret | MAL 1   | VAL Ret |          |        |     |     | 4.º  | 145  |
| 2017 | Moto2  | Kalex     | QAT 12  | ARG 7    | AME 16   | SPA 2    | FRA 2    | ITA 22    | CAT 13   | NED 10  | GER 3   | CZE 7    | AUT 4    | GBR 5    | RSM 3    | ARA 10  | JPN 4   | AUS 12  | MAL 5   | VAL 4   |          |        |     |     | 5.º  | 174  |
| 2018 | Moto2  | Kalex     | QAT 1   | ARG 9    | AME 1    | SPA 3    | FRA 1    | ITA 4     | CAT 8    | NED 1   | GER 12  | CZE 3    | AUT 1    | GBR C    | RSM 1    | ARA 2   | THA 1   | JPN 1   | AUS 12  | MAL 3   | VAL 14   |        |     |     | 1.º  | 306  |
| 2019 | MotoGP | Ducati    | QAT Ret | ARG 14   | AME 9    | SPA Ret  | FRA Ret  | ITA Ret   | CAT Ret  | NED 14  | GER 17  | CZE 12   | AUT 7    | GBR 11   | RSM Ret  | ARA 16  | THA 11  | JPN 13  | AUS 4   | MAL 12  | VAL DNS  |        |     |     | 15.º | 54   |
| 2020 | MotoGP | Ducati    | QAT C   | SPA 7    | AND Ret  | CZE INJ  | AUT INJ  | EST INJ   | RSM 2    | ERM Ret | CAT 6   | FRA 13   | ARA Ret  | TER Ret  | EUR Ret  | VAL 11  | POR Ret |         |         |         |          |        |     |     | 16.º | 47   |
| 2021 | MotoGP | Ducati    | QAT 3   | DOH 6    | POR 2    | SPA 2    | FRA 4    | ITA Ret   | CAT 7    | GER 5   | NED 6   | EST 11   | AUT 2    | GBR 14   | ARA 1    | RSM 1   | AME 3   | ERM Ret | ALG 1   | VAL 1   |          |        |     |     | 2.º  | 252  |
| 2022 | MotoGP | Ducati    | QAT Ret | INA 15   | ARG 5    | AME 5    | POR 8    | SPA 1     | FRA Ret  | ITA 1   | CAT Ret | GER Ret  | NED 1    | GBR 1    | AUT 1    | RSM 1   | ARA 2   | JPN Ret | THA 3   | AUS 3   | MAL 1    | VAL 9  |     |     | 1.º  | 265  |
| 2023 | MotoGP | Ducati    | POR 1   | ARG 166  | AME Ret1 | SPA 12   | FRA Ret3 | ITA 1     | GER 2    | NED 12  | GBR 214 | AUT 1    | CAT Ret2 | RSM 3    | IND Ret2 | JPN 23  | INA 18  | AUS 2C  | THA 27  | MAL 3   | QAT 25   | VAL 15 |     |     | 1.º  | 467  |
| 2024 | MotoGP | Ducati    | QAT 14  | POR Ret4 | AME 58   | SPA 1Ret | FRA 3Ret | CAT 1Ret  | ITA 1    | NED 1   | GER 13  | GBR 3Ret | AUT 1    | ARA Ret9 | RSM 2    | ERM Ret | INA 31  | JPN 1   | AUS 34  | THA 13  | MAL 1Ret | SLD 1  |     |     | 2.º  | 498  |
| 2025 | MotoGP | Ducati    | THA 3   | ARG 43   | AME 13   | QAT 28   | SPA 3    | FRA 16Ret | GBR Ret6 | ARA 312 | ITA 43  | NED 35   | GER 312  | CZE 47   | AUT 8Ret | HUN     | CAT     | RSM     | JPN     | INA     | AUS      | MAL    | POR | VAL | 3.º  | 221  |

| Color     | Resultado                                                               |
| --------- | ----------------------------------------------------------------------- |
| Oro       | Ganador                                                                 |
| Plata     | 2.ª plaza                                                               |
| Bronce    | 3.ª plaza                                                               |
| Verde     | Finalizó en los puntos                                                  |
| Azul      | Finalizó sin puntos                                                     |
| Azul      | NC - No clasificado                                                     |
| Violeta   | Ret - No terminó (Carrera)                                              |
| Rojo      | DNQ - No se clasificó                                                   |
| Negro     | DSQ - Descalificado                                                     |
| Blanco    | DNS - No empezó (carrera)                                               |
| Blanco    | WD - Retirado (fin de semana)                                           |
| Blanco    | C - Carrera cancelada                                                   |
| Sin color | DNP - Inscrito pero no participó                                        |
| Sin color | INJ - Lesionado                                                         |
| Sin color | EX - Excluido                                                           |
| Estado    | Resultado                                                               |
| Negrita   | Pole position                                                           |
| Cursiva   | Vuelta rápida                                                           |
| x         | Posición en carrera sprint                                              |
| †         | Abandona, pero clasifica al completar el porcentaje requerido para ello |

## Títulos
| Predecesor: Fabio Quartararo  | Campeón Mundial de MotoGP 2022 - 2023 | Sucesor: Jorge Martín |
| Predecesor: Franco Morbidelli | Campeón Mundial de Moto2 2018         | Sucesor: Álex Márquez |